# Regasilus blantoni
Regasilus blantoni är en tvåvingeart som beskrevs av Stanley Willard Bromley 1951. Regasilus blantoni ingår i släktet Regasilus och familjen rovflugor. Inga underarter finns listade i Catalogue of Life.